# Kościół św. Maksymiliana Kolbego w Krakowie (os. Tysiąclecia)

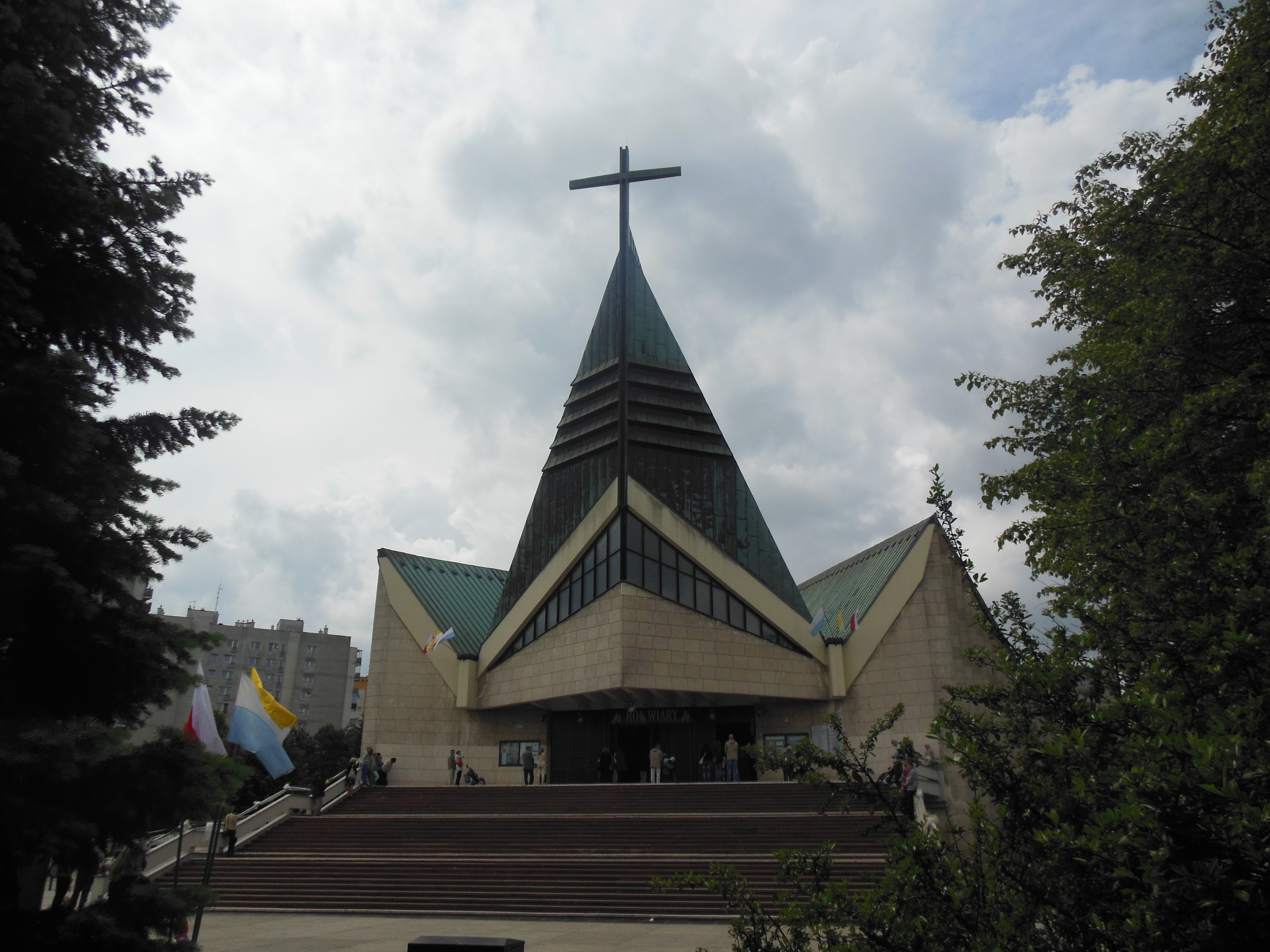
Widok od frontu

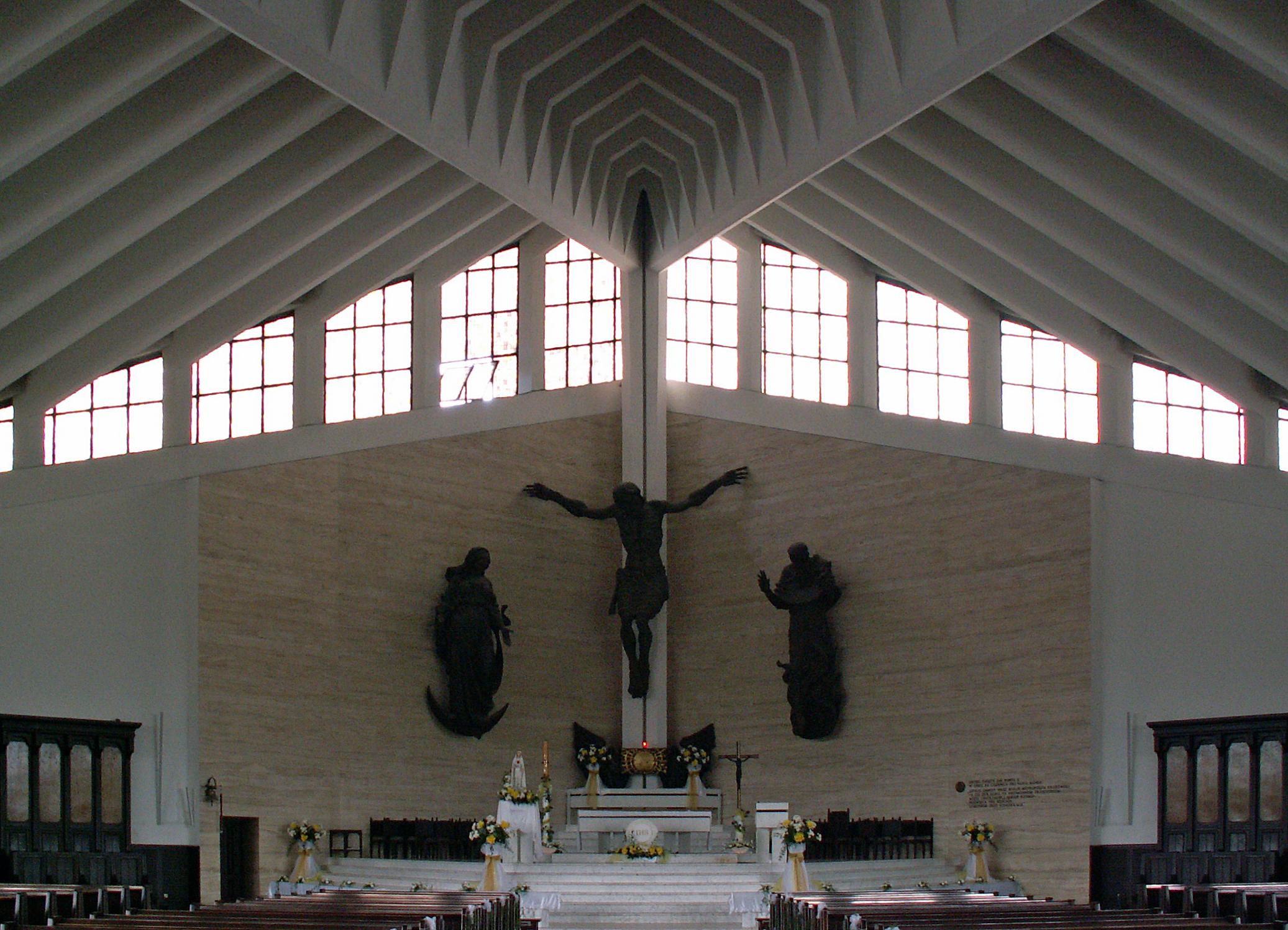
Wnętrze kościoła

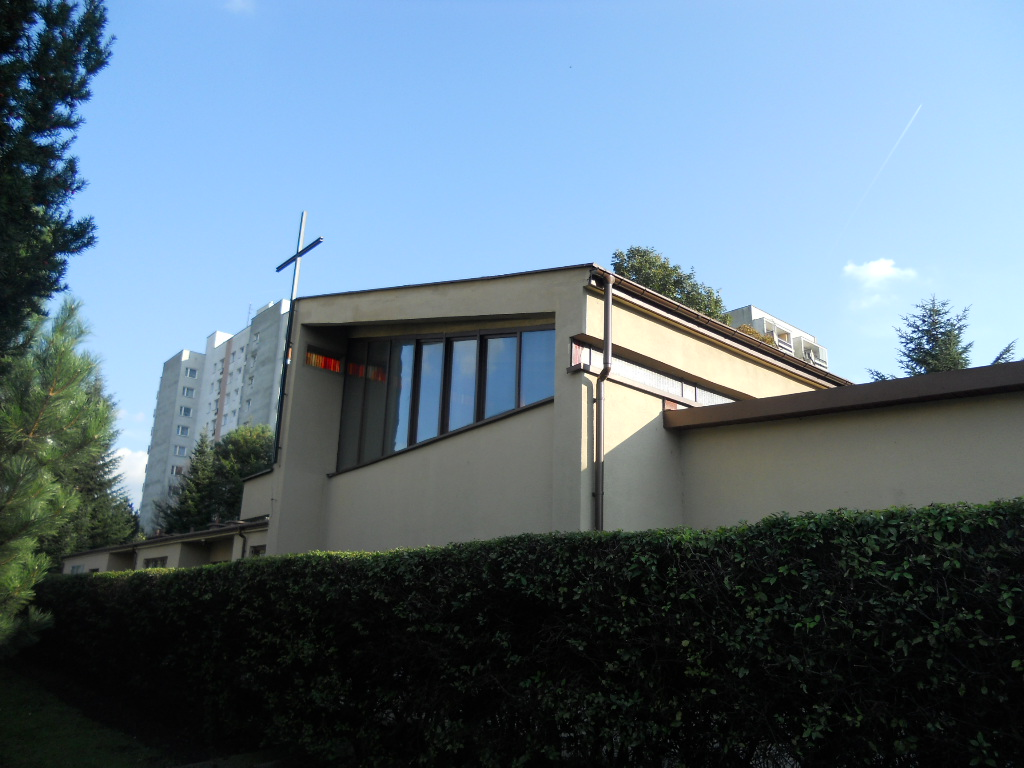
Tzw. stara kaplica przy kościele

Kościół św. Maksymiliana Marii Kolbego – parafialny kościół rzymskokatolicki znajdujący się w Krakowie,  w dzielnicy XV Mistrzejowice na osiedlu Tysiąclecia 86, w Mistrzejowicach.

## Historia
Historia budowy kościoła zaczęła się, kiedy ksiądz Józef Kurzeja – wikary parafii w Raciborowicach, do której od wieków należała wieś Mistrzejowice, zaczął dojeżdżać na msze na teren nowo budującego się osiedla (os. Tysiąclecia). W 1970 r. na terenie niewielkiego akacjowego lasku ustawiono barak, w którym niegdyś chronili się pilnujący więźniów obozu KL Plaszow esesmani. Barak pomalowano na zielono i urządzono w nim ołtarz polowy z wizerunkiem Maksymiliana Marii Kolbego. Przez nowych parafian barak ten szybko został nazwany Zieloną Budką. Ówczesne władze usiłowały zniechęcić księdza Kurzeję do zakładania nowej parafii. Pomimo 10 spraw sądowych i 26 kolegiów, kapłan nie zrezygnował. Miał pełne poparcie kardynała Karola Wojtyły i mieszkańców Nowej Huty.
W 1973 r. wydano pozwolenie na wybudowanie punktu katechetycznego i tymczasowej kaplicy, ale wewnątrz osiedla. Na terenie nowego kościelnego placu znalazła się Zielona Budka. Dziś nieco zapomniana stoi nadal w swoim miejscu i oglądać ją można na terenie kościelnym od strony pętli tramwajowej. Trzy lata później – 22 kwietnia 1976 r. uzyskano pozwolenie na budowę nowego kościoła. Ksiądz Kurzeja nie doczekał poświęcenia nowej świątyni, zmarł 15 sierpnia 1976 r. w wieku 39 lat, w wyniku skrzepu w płucach i zatoru w mózgu. Pochowany został tymczasowo na cmentarzu Grębałowskim, a jego pogrzeb stał się jedną z większych manifestacji mieszkańców Nowej Huty. Proces beatyfikacyjny księdza Józefa Kurzei rozpoczął się 4 maja 2005 r. i od tej chwili przysługuje mu tytuł Sługi Bożego.
Pierwszą mszę św. w głównym kościele odprawiono w Wielkanoc 3 kwietnia 1983 r.

## Budowla
Kościół wybudowano w latach 1976–1983 według projektu architekta Józefa Dutkiewicza. Budowla składa się z dwóch poziomów oraz połączonej z kościołem plebanii i 10 sal katechetycznych.
Ściany kościoła i plebanii wykonane są z ciętych płyt z białego kamienia pińczowskiego, a schody do kościoła wyłożone są czerwonym piaskowcem szydłowieckim.

### Kaplica dolna
Kaplica dolna ma powierzchnię 600 m² i może pomieścić ok. 2000 wiernych. Posiada kryptę grobową, w której znajduje się marmurowy sarkofag z ciałem księdza Józefa Kurzei, które przeniesiono z cmentarza grębałowskiego zaraz po zakończeniu budowy tej części kościoła. Spoczywa tu także drugi proboszcz mistrzejowicki (były wieloletni kanclerz Kurii Krakowskiej) ks. prałat Mikołaj Kuczkowski. W krypcie tej przewidziano także miejsca pochówku dla osób zasłużonych dla mistrzejowickiej parafii.
Nad ołtarzem głównym dolnej kaplicy znajduje się rzeźba Jezusa Ukrzyżowanego wykonana przez artystę rzeźbiarza Bronisława Chromego. Po obu stronach znajdują się dwa stylizowane na ikony prawosławne wizerunki św. Józefa (patron ks. Kurzei) i św. Mikołaja (patron ks. Mikołaja Kuczkowskiego, który na osobistą prośbę kardynała Wojtyły podjął się budowy kościoła i dzieło to doprowadził do końca).
W ołtarzu bocznym po lewej stronie znajduje się wizerunek Matki Boskiej Częstochowskiej, przed którym w czasie stanu wojennego i później w latach 80. msze za Ojczyznę odprawiał ksiądz Kazimierz Jancarz. Na „czwartkowych” mszach bywali: ksiądz arcybiskup, metropolita przemyski Ignacy Tokarczuk, ksiądz Henryk Jankowski, ksiądz Jerzy Popiełuszko oraz przywódca zdelegalizowanej Solidarności Lech Wałęsa. W sierpniu 1988 r. odbywały się w niej obrady plenarne pierwszej niezależnej Międzynarodowej Konferencji Praw Człowieka zorganizowanej przez Komisję Interwencji i Praworządności NSZZ „Solidarność” oraz Ruch Wolność i Pokój.

### Kościół górny

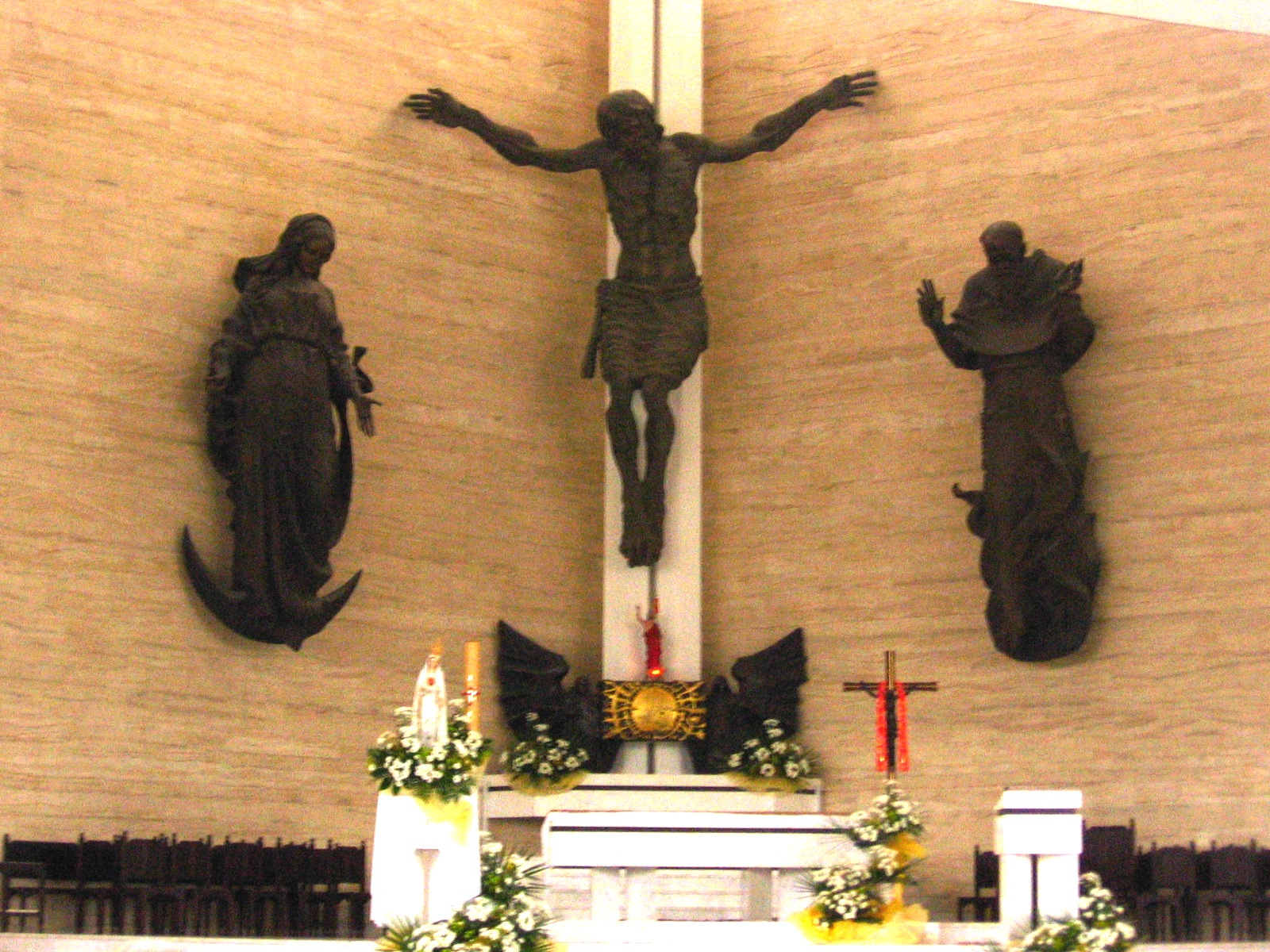
Prezbiterium kościoła św. Maksymiliana

Kościół ma powierzchnię 1500 m² (w tym ok. 200 m² to powierzchnia prezbiterium). Może pomieścić ok. 5000 wiernych. W ołtarzu głównym znajdują się rzeźby: Chrystusa Ukrzyżowanego (wys. 5,9 m, masa 2640 kg), któremu z prawego oka spływa złota łza, będąca darem parafian, Matki Boskiej Niepokalanie Poczętej na półksiężycu i postać patrona św. Maksymiliana Marii Kolbego, której dolny fragment ogarnia stylizowany ogień – odniesienie do ognia krematoriów obozu KL Auschwitz. Tabernakulum podtrzymują postacie dwóch aniołów. Wszystkie zdobiące kościół rzeźby są dziełem Kazimierza Gustawa Zemły. Artysta do kaplic bocznych wykonał wizerunki św. Jana Chrzciciela i św. Jadwigi Andegaweńskiej. Dziełem artysty są także płaskorzeźby Drogi Krzyżowej o wymiarach 80 × 120 cm. W kaplicy św. Jana Chrzciciela umieszczono tablice pamiątkowe i epitafia rodziny Ciechanowieckich. Znajduje się tu także wykonana z brązu chrzcielnica upamiętniająca chrzest Rzeczypospolitej Trojga Narodów: Polski, Litwy, Rusi. W drugiej kaplicy Matki Boskiej Nieustającej Pomocy znajdują się też plakietki (autorstwa prof. Zemły) przedstawiające tajemnice Różańca świętego. Historyk sztuki i kolekcjoner Andrzej Ciechanowiecki mieszkając w Londynie interesował się budową kościoła i finansowo ją wspierał.
Posadzka świątyni wykonana jest z czerwonego granitu szwedzkiego, a ołtarz i część prezbiterialna z białego marmuru karraryjskiego. Parafia otrzymała te materiały budowlane w 1982 r. w darze od papieża Jana Pawła II. Tło ołtarza wykonane jest z trawertynu włoskiego. Nad głównym wejściem znajdują się 30-głosowe organy wykonane przez poczdamską firmę Schuke. W kościele znajduje się 96 ław kościelnych, 48 ławek, 8 konfesjonałów, stalle z 52 miejscami oraz sedilia.
Dopełnieniem budowy tego kościoła była jego konsekracja, której osobiście dokonał w czasie II pielgrzymki do Ojczyzny papież Jan Paweł II 22 czerwca 1983 r.
Znamienne słowa:

Dzisiaj dawny wasz biskup, Metropolita Krakowski – a od 1978 r., za niezbadanym zrządzeniem Bożej Opatrzności, biskup Rzymu – poświęca ten kościół – dokonuje jego konsekracji

– wypowiedziane wówczas przez papieża umieszczono w ołtarzu głównym kościoła.
W uroczystości konsekracji świątyni wzięło udział ok. 400 000 wiernych.
Na placu przed kościołem w 1991 r. odsłonięto pomnik Jana Pawła II autorstwa profesora Gustawa Zemły ufundowany przez katolików z Macedonii, a w 2006 r. w pobliżu placu kościelnego ufundowano kamień – obelisk z wizerunkiem księdza Kazimierza Jancarza.
W grudniu 2019 roku w przedsionku kościoła została umieszczona pierwsza w Polsce elektroniczna taca.